# 2024年パリパラリンピックのブルキナファソ選手団
2024年パリパラリンピックのブルキナファソ選手団は、2024年8月28日から9月8日までフランスのパリで開催された2024年パリパラリンピックブルキナファソ選手団の名簿。

## 選手団
- 人員: 選手 1人
- 開会式旗手: ラヒナトゥ・モネ

## 種目別選手・スタッフ名簿及び成績

### 陸上
| 選手             | 種目         | 予選      | 予選       | 決勝     | 決勝     |
| 選手             | 種目         | 結果      | 順位       | 結果     | 順位     |
| ---------------- | ------------ | --------- | ---------- | -------- | -------- |
| ラヒナトゥ・モネ | 女子100m T13 | 13秒86 PB | 13位 (7着) | 予選敗退 | 予選敗退 |